# Cherry Valley (Pensilvania)
Cherry Valley es un borough ubicado en el condado de Butler en el estado estadounidense de Pensilvania. En el año 2000 tenía una población de 72 habitantes y una densidad poblacional de 10 personas por km².

## Geografía
Cherry Valley se encuentra ubicado en las coordenadas 41°09′26″N 80°47′53″O / 41.15722, -80.79806.

## Demografía
Según la Oficina del Censo en 2000 los ingresos medios por hogar en la localidad eran de $51,250 y los ingresos medios por familia eran $41,250. Los hombres tenían unos ingresos medios de $21,875 frente a los $21,875 para las mujeres. La renta per cápita para la localidad era de $14,915. Alrededor del 25% de la población estaba por debajo del umbral de pobreza.